# Блок 37
Блок 37 је један од најстаријих блокова на Новом Београду део месне заједнице Стари Аеродром.
Оивичен је улицама Булевар Арсенија Чарнојевића, Тошин Бунар, Булевар Милутина Миланковића и улицом Народних хероја.
Између њега се налази Блок 34 и Блок 38, док са друге стране улице излази на Тошин Бунар и Блок 40.
Блок 37 је један од најстаријих новобеоградских блокова чија изградња је започета 1964. године а већим делом завршена 1966. године.
У насељу се налази основна школа „Ђуро Стругар” и вртић Ластавица.

## Саобраћај
До блока се градским превозом може стићи аутобусима
- линија 45 (Блок 44 — Земун - Нови Град).[3]
- линија 65 (Звездара 2 — Ново бежанијско гробље).[4]
- линија 71 (Зелени венац — Ледине).[5]
- линија 70 (Бежанијска коса — Робна кућа ИКЕА).[6]
- линија 72 (Зелени венац — Аеродром Никола Тесла).[7]
- линија 88 (Земун — Железник).[8]
- линија 601 (Сурчин — Железничка станица Београд–главна).[9]
- линија 611 (Земун — Добановци).[10]

## Познати суграђани
- Драган Андрић - ватерполо репрезентативац и тренер
- Радомир Антић - српски и југословенски фудбалер а потом и фудбалски тренер
- Зорица Ђурковић - кошаркашица Црвене звезде и репрезентације
- Александар Израиловски - балетски играч, кореограф, педагог, првак балета Народног Позоришта
- Деса Керечки-Мустур - сликарка
- Зоран Ненезић - српски књижевник, публициста, историограф и новинар
- Ђорђе Радивојевић Рамирез - вокал бенда Sunshine
- Александар Ћирић - ватерполо репрезентативац
- Љиљана Црепајац - филолог, преводилац са класичних језика, професор универзитета
- Хелена Шипек - сликар, ликовни педагог, илустратор и конзерватор
- Александар Шапић - ватерполиста и политичар